# دانيال مان (محامي)
دانيال مان (بالإنجليزية: Daniel Mann)‏ هو محامي أمريكي، ولد في 5 أكتوبر 1980م. اكتسب شهرة عامة خارج الأوساط القانونية والأكاديمية من خلال مشاركته في تأليف «تقرير عن معتقلي غوانتانامو، لمحة عن 517 معتقلاً من خلال تحليل بيانات وزارة الدفاع».[بحاجة لمصدر]